# Butterfly Fly Away
»Butterfly Fly Away« je country pesem, s katero sta v duetu nastopila ameriška igralca in glasbenika Miley Cyrus ter Billy Ray Cyrus. Pesem je bila del filma Hannah Montana: The Movie, v katerem igrata oba izvajalca, izšla pa je tudi v soundtracku filma. Daljša verzija pesmi je bila vključena tudi v enajsti glasbeni album Billyja Rayja Cyrusa, Back to Tennessee. Pesem je nežna country balada z besedilom, ki opisuje otrokovo odraščanje.
Pesem je s strani glasbenih kritikov v glavnem prejela pozitivne ocene in, kljub temu, da ni izšla kot singl, doživela velik komercialni uspeh ter se uvrstila na lestvice v Avstraliji, Kanadi, Združenem kraljestvu, na Irskem in v Združenih državah Amerike. Najvišje se je uvrstila na lestvici Irish Singles Chart, kjer je dosegla šestinštirideseto mesto. Miley in Billy Ray Cyrus sta pesem izvedla na mnogih prireditvah; nastop pred trgovino Apple Store v Londonu so nazadnje posneli in izdali kot EP.

## Ozadje
Kot zadnji duet Miley in Billyja Rayja Cyrusa, »Ready, Set, Don't Go« (2007), je tudi »Butterfly Fly Away« opisuje odraščanje otroka. Pesem sta napisala in producirala Glen Ballard in Alan Silvestri za film Hannah Montana: The Movie iz leta 2009. V filmu glavni lik, Miley Stewart (zaigrala jo je Miley Cyrus) pove, da ji je njen oče Robby Ray Stewart (odigral ga je Billy Ray Cyrus) večkrat dejal, da stebrov, ki ji bodo na poti v življenju, mogoče ne bo mogla premakniti, vendar bo lahko še vseeno sanjala o metulju, ki bo nekoč postala. Ta komentar je postal motiv filma in ustvaril podlago besedila pesmi »Butterfly Fly Away«, ki stebre uporablja kot metaforo za najstniška leta. V filmu Hannah Montana: The Movie Miley in Billy Ray Cyrus s pesmijo nastopita, ko sta njuna lika »v razširjeni filmski sceni pod paviljonom v dežju.« Billy Ray Cyrus je dejal, da je bilo snemanje scene »zelo poseben trenutek. Pesem samo je napisal Glen Ballard, tekstopisec, ki je napisal tudi pesem 'Man in the Mirror' za Michaela Jacksona. Vedel sem, da bo to precej posebna pesem [...] in vsekakor smo ji izbrali lepo mesto v filmu.«
Vokali v pesmi se raztezajo čez eno oktavo, od C3 do B4. Pesem je bila napisana v B-duru in ima procesijo akordov Esus2—B—C-7.

## Kritike
Kritiki so pesmi največkrat dodelili pozitivne ocene. Warren Truit iz spletne strani About.com je menil, da je pesem »sentimentalna«, medtem ko jo je Scott Mervis iz revije Pittsburgh Post-Gazette označil za »ljubek duet«. Heather Phares iz revije Allmusic je napisala, da je pesem »lep duet«. Stephen Thomas Erlewine, tudi novinar revije Allmusic, je pesmi dodelil bolj negativne ocene, saj naj bi bila »osladna« pesem, na kateri Billy Ray nikoli ne zveni dobro. Leah Greenblatt iz revije Entertainment Weekly je napisala: »[Mileyjin] občutljivi duet z njenim očetom Billyjem Rayjem, 'Butterfly Fly Away,' je zelo ljubek.« Novinar revije Billboard, Ken Tucker, je napisal, da je pesem »tekoča pesem o družini, na kateri se lepo mešajo vokali očeta in hčere.« Michael Rechtshaffen iz revije The Hollywood Reporter je pesem »Butterfly Fly Away« označil za »nežno balado Glena Ballarda/Alana Silvestrija«. Pesem je bila predlagana za to, da bi jo nominirali za »najboljšo originalno pesem« na 82. podelitvi Oskarjev, vendar nominacije ni dobila.

## Dosežki na lestvicah
Pesem »Butterfly Fly Away« je ob koncu tedna 25. aprila 2009 pristala na dvainsedemdesetem mestu na lestvici Billboard Hot 100. V naslednjem tednu 2. maja 2009 je pesem dosegla šestinpetdeseto mesto na lestvici Hot 100. »Butterfly Fly Away« je na lestvici ostala tri zaporedne tedne. Ob koncu 25. aprila 2009 je pesem »Butterfly Fly Away« pristala na šestinsedemdesetem mestu lestvice Canadian Hot 100. V naslednjem tednu je dosegla petdeseto mesto na lestvici. Pesem se na lestvico v Kanadi ni več uvrstila, v Združenih državah Amerike pa je ostala še štiri tedne.
Pesem je prejela podoben komercialni uspeh tudi v ostalih državah. V Veliki Britaniji se je pesem na lestvici uvrstila na oseminsedemdeseto mesto ob koncu tedna 16. maja 2009. Pesem »Butterfly Fly Away« se je najvišje uvrstila na lestvici Irish Singles Chart. Najprej je tam zasedla sedeminštirideseto mesto ob koncu tedna 7. maja 2009, nato pa se je povzpela na šestinštirideseto mesto. Pristala je tudi na šestinpetdesetem mestu lestvice Australian Singles Chart.

## Nastopi v živo
Miley in Billy Ray Cyrus sta s pesmijo 8. aprila 2009 nastopila na oddaji Good Morning America, kjer je Miley Cyrus izvedla tudi pesmi »Full Circle,« »The Climb« in »Hoedown Throwdown«. S pesmijo sta nastopila tudi na prireditvi AOL Sessions 13. aprila 2009. Izvedla sta jo tudi v Londonu pred trgovino Apple Store skupaj z verzijo pesmi »Thrillbilly« Billyja Rayja Cyrusa, prirejeno za duet in mnogimi drugimi singli. Ta nastop so posneli in nato preko britanske trgovine iTunes Store izdali kot EP iTunes Live from London.

## Dosežki
| Lestvica (2009)          | Dosežek |
| ------------------------ | ------- |
| Australian Singles Chart | 56      |
| Canadian Hot 100         | 50      |
| Irish Singles Chart      | 46      |
| UK Singles Chart         | 78      |
| U.S. Billboard Hot 100   | 56      |